# Didier Six
Didier Six (født 21. august 1954 i Lille, Frankrig) er en tidligere fransk fodboldspiller, der spillede som angrier hos en lang række europæiske klubber, samt for det franske landshold. Af hans klubber kan blandt andet nævnes Valenciennes FC, RC Lens og Olympique Marseille i hjemlandet, tyske VfB Stuttgart, engelske Aston Villa samt Galatasaray i Tyrkiet.

## Landshold
Six spillede i årene mellem 1976 og 1984 52 kampe for Frankrigs landshold, hvori han scorede 13 mål. Han var med til at nå semifinalen ved VM i 1982 samt at vinde guld ved EM i 1984. Han deltog desuden ved VM i 1978.